# Тіарно-ді-Сотто
Тіарно-ді-Сотто (італ. Tiarno di Sotto) — колишній муніципалітет Італії, у регіоні Трентіно-Альто-Адідже,  провінція Тренто. У 2010 році муніципалітет об'єднали разом з муніципалітетами Беццекка, Кончеї, П'єве-ді-Ледро, Тіарно-ді-Сопра і Моліна-ді-Ледро, у єдиний муніципалітет Ледро.
Тіарно-ді-Сотто було розташоване на відстані близько 470 км на північ від Рима, 39 км на південний захід від Тренто.
Населення — 757 осіб (2009).
Щорічний фестиваль відбувається 24 серпня. Покровитель — святий Варфоломій.

## Демографія
Населення за роками:
Станом на 31 грудня 2009 року в муніципалітеті офіційно проживало 80 іноземців з 10 країн, серед них 16 громадян країн Євросоюзу та 3 громадяни України.

## Сусідні муніципалітети
- Беццекка
- Борго-Кєзе
- Тіарно-ді-Сопра